# District de Hidaka (Hokkaidō)

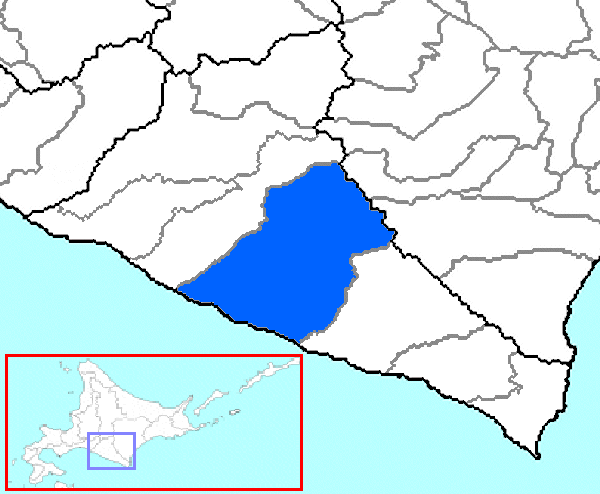
District de Hidaka, sous-préfecture de Hidaka.

Le district de Hidaka (日高郡, Hidaka-gun) est un district de la sous-préfecture de Hidaka au Japon.
Au 31 mars 2015, la population de ce district s'élevait à 23 999 habitants répartis sur une superficie de 1 147,55 km2.

## Bourg
- Shinhidaka